# Siberische huso
De Siberische huso (Huso dauricus) is een  straalvinnige vissensoort uit de familie van de steuren (Acipenseridae). De wetenschappelijke naam van de soort is gepubliceerd in 1775 door Johann Gottlieb Georgi.

## Beschrijving
De Siberische huso is een van de grootste zoetwatervissen ter wereld; ze kunnen meer dan 5,6 meter lang worden meer dan 1000 kilogram wegen. Ook kunnen ze meer dan 80 jaar oud worden.

## Verspreiding
De Siberische huso komt voor in het stroomgebied van de Amoer in het Russische Verre Oosten en Mantsjoerije.

## Bedreiging
Net als de iets grotere belugasteur (Huso huso) worden de eitjes gegeten als kaviaar; dit heeft geleid tot overbevissing. De soort werd in 2022 op de Rode Lijst van de IUCN als kritiek geclassificeerd. De omvang van de populatie is volgens de IUCN dalend. De laatste jaren draagt ook vervuiling van de Amoer bij aan de daling van de populatie. De mogelijke bouw van dammen in de Amoer zou het aantal broedplaatsen verder terug kunnen dringen.